# Echinorhynchus briconi
Echinorhynchus briconi är en hakmaskart som beskrevs av Machado 1959. Echinorhynchus briconi ingår i släktet Echinorhynchus och familjen Echinorhynchidae. Inga underarter finns listade i Catalogue of Life.